# NGC 7406
NGC 7406 é uma galáxia espiral (S?) localizada na direcção da constelação de Aquarius. Possui uma declinação de -06° 34' 44" e uma ascensão recta de 22 horas, 53 minutos e 56,4 segundos.
A galáxia NGC 7406 foi descoberta em 25 de Agosto de 1864 por Albert Marth.